# Régiments de cavalerie français d'Ancien Régime (B)
Cet article présente la liste des régiments de cavalerie français d'Ancien Régime, commençant par la lettre B.

## Régiment de Balivières cavalerie
- Régiment de Balivières cavalerie

C'est l'ancien régiment de Bezons cavalerie, qui est renommé « régiment de Balivières cavalerie »  après avoir été donné à Antoine Cornu, marquis de Balivières, le 30 mars 1689. Il prend le nom de régiment d'Auneuil cavalerie après avoir été donné à N. comte d'Auneuil, en 1690.

## Régiment de Balthazard cavalerie
- Régiment de Balthazard cavalerie

C'est l'ancien régiment de Sillery cavalerie, qui est renommé « régiment de Balthazard cavalerie » après avoir été donné en 1641 à Jean de Balthazard. Dans le cadre de la guerre de Trente Ans il est envoyé en Picardie et participe au siège de Bapaume en 1641. Il prend le nom de régiment de Bourry cavalerie après avoir été donné le 13 août 1643 au marquis de Bourry.

## Régiment de Balthazard-croates cavalerie
- Régiment de Balthazard-croates cavalerie 

Ce régiment dont le recrutement était fait exclusivement avec des Croates est formé le 13 août 1643 dans le cadre de la guerre de Trente Ans par le comte de Balthazard. Il est renommé régiment Royal-Cravates cavalerie par le roi Louis XIV en 1667.

## Régiment de Bambach cavalerie
- Régiment de Bambach cavalerie 

C'est l'ancien régiment de Saarbrück cavalerie, qui est renommé « régiment de Bambach cavalerie » après avoir été donné au colonel Bambach après la bataille de Lens. Engagé dans la guerre de Trente Ans, il est licencié après la campagne de 1648.

## Régiment de Bartillat cavalerie
- Régiment de Bartillat cavalerie

C'est l'ancien régiment de Clermont-Saint-Aignan cavalerie, qui est renommé « régiment de Bartillat cavalerie » après avoir été donné en avril 1702, au marquis de Bartillat. Le régiment prend le nom de régiment de Lénoncourt cavalerie après avoir été donné, en 1706, au comte de Lénoncourt.

## Régiment de Batilly cavalerie
- Régiment de Batilly cavalerie  

Ce régiment weimarien est admis à la solde de la France le 26 octobre 1635, sous le commandement du colonel de Batilly. Dans le cadre de la guerre de Trente Ans il est envoyé en Lorraine jusqu'en 1639. Il prend le nom de régiment de Bussy-Lameth cavalerie après avoir été donné cette même année au baron de Bussy-Lameth.

## Régiment de Bauffremont dragons
- Régiment de Bauffremont dragons

## Régiment de Beaucaire cavalerie
- Régiment de Beaucaire cavalerie

C'est l'ancien régiment de Lambesc cavalerie qui est renommé « régiment de Beaucaire cavalerie » après avoir été donné en 1730 au marquis de Beaucaire. Engagé dans la guerre de Succession de Pologne, en 1733, il participe aux sièges de Kelh et de Philippsbourg, en 1734, avant de rejoindre le camp de la Chiers en 1735. Le régiment est donné, le 28 mars 1736, au neveu du précédent mestre de camp, Gilles Gervais de Pechpeyrou de Comminges, comte de Beaucaire et garde son nom. Après traité de Vienne, en 1738, il est mis en garnison à Faverney, puis pendant la guerre de Succession d'Autriche, il combat en Bavière en 1742, sur le Rhin de 1743 à 1745 et rejoint cette même année la Flandre, ou il participe au siège d'Ath, à la bataille de Raucoux en 1746, au siège de Berg-op-Zoom en 1747, et au siège de Maastricht en 1748. Il prend le nom de régiment de Marcieu cavalerie après avoir été donné, le 1er janvier 1748 à Pierre-Louis-Aimé Guiffrey de Monteynard, marquis de Marcieu.

Régiment de Beaucaire cavalerie
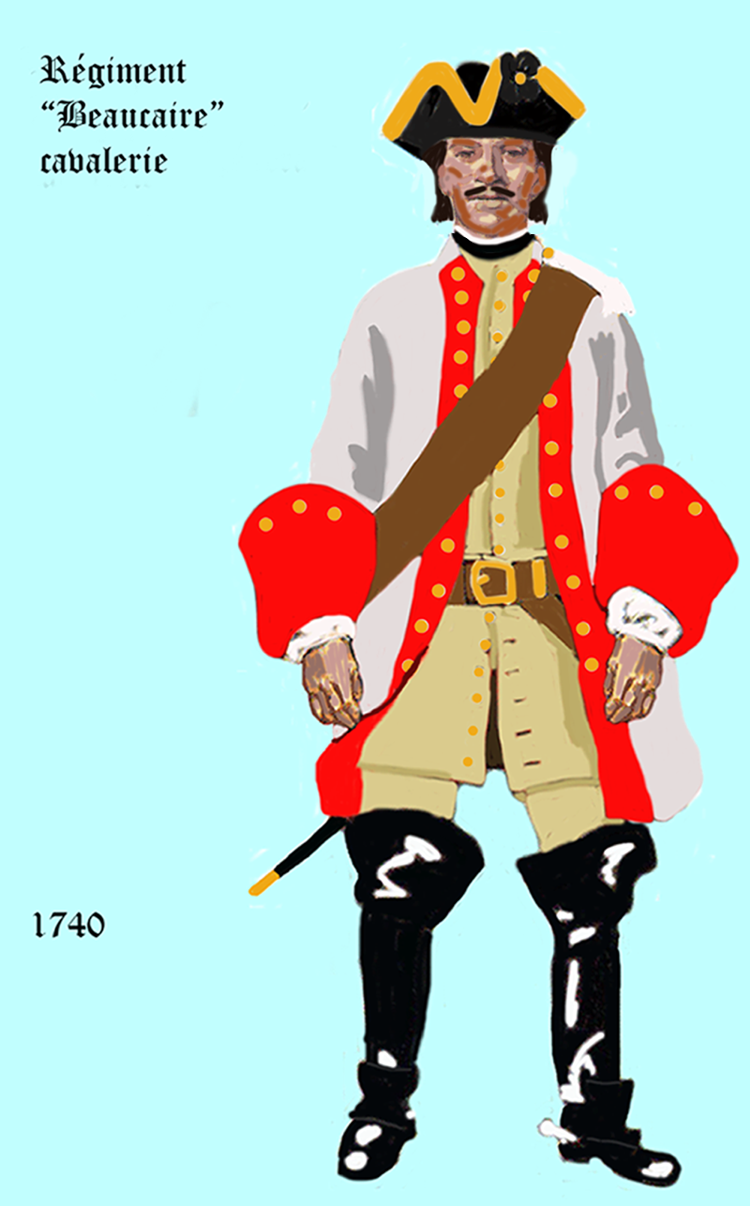
de 1740 à 1757

## Régiment de Beaufort cavalerie
- Régiment de Beaufort cavalerie

Ce régiment parlementaire est levé dans les premiers jours de janvier 1649, pour le Parlement de Paris, par François de Vendôme, duc de Beaufort. Dans le cadre de la Fronde parlementaire, le régiment participe au combat de Charenton et est licencié à la fin avril.

## Régiment de Beaujeu cavalerie
Régiment de Beaujeu cavalerie
C'est l'ancien régiment de Grancey cavalerie, qui est renommé « régiment de Beaujeu cavalerie » après avoir été donné le 22 février 1645, à Claude-Paul de Villiers, comte de Beaujeu. Dans le cadre de la guerre franco-espagnole, il assiste aux prises de Courtrai, et de Mardyck en 1646. Après la défaite des Lorrains, il prend quartiers à Courtrai en 1647 puis il se trouve à la bataille de Lens, aux prises d'Ypres et de Furnes en 1648 et aux secours de Guise, et de Rethel en 1650. Le régiment est réformé à la fin de 1651.

## Régiment de Beaumont cavalerie
- Régiment de Beaumont cavalerie

Le régiment est levé, le 13 février 1648, par N. de Beaumont dans le cadre de la guerre franco-espagnole. Engagé en Allemagne, il est licencié à la fin de la campagne.

## Régiment de Beausobre hussards
- Régiment de Beausobre hussards

## Régiment de Beauregard-Champron cavalerie
- Régiment de Beauregard-Champron cavalerie

Le régiment est formé, le 24 janvier 1638, par M. de Beauregard-Champron dans le cadre de la guerre de Trente Ans. D'abord envoyé en Lorraine, il rejoint l'Italie, et participe au combat de La Route (La Rotta), en Piémont, près de Carmagnole et à la prise de Quiers en 1639, au siège de Turin en 1640, au combats d'Ivrée, de Chivasso et de Coni en 1641, aux prises de Crescentino, de Nice et de Tortone en 1642, et aux prises de Trino et d'Asti en 1643. Il rejoint ensuite la Catalogne et assiste au siège de Roses en 1644. Il prend le nom de régiment de Feuquières cavalerie après avoir été donné le 19 décembre 1644, à Charles de Pas, baron de Feuquières.

## Régiment de Beauveau-croates cavalerie
- Régiment de Beauveau-croates cavalerie 

C'est l'ancien régiment de Beauveau-liégeois cavalerie, qui est renommé « régiment de Beauveau-croates cavalerie » après que son recrutement soit fait exclusivement avec des Croates en 1645. Au cours de la guerre de Trente Ans, il se trouve aux combats, batailles et sièges de Nordlingen en 1645, de Seligenstadt, d'Aschaffenbourg, de Schorndorf, de Dunkespickel, en 1646 puis en Flandre en 1647, prend ses quartiers à Courtrai puis participe à la bataille de Lens, et aux prises d'Ypres et de Furnes en 1648 avant de passer en Allemagne et de revenir en Flandre en mars 1649. Il prend le nom de régiment de Vatimont cavalerie le 5 mars 1650, après avoir été donné au lieutenant-colonel Samuel de Beauveau de Vatimont.

## Régiment de Beauveau-étranger cavalerie
- Régiment de Beauveau-étranger cavalerie

Ce régiment est levé le 9 juin 1651 par Jacques du Rivau, marquis de Beauvau. Il fait partie de l'armée de Turenne en 1652 et participe l'année suivante aux secours de Rethel et de Mouzon et au siège de Sainte-Menehould. En 1654, il se trouve au secours d'Arras, à la prise du Quesnoy ou il reste en garnison jusqu'à son licenciement en 1656.

## Régiment de Beauveau-liégeois cavalerie
- Régiment de Beauveau-liégeois cavalerie 

Ce régiment liégeois est levé le 8 août 1641, par Jacques du Rivau, marquis de Beauveau dans le cadre de la guerre de Trente Ans. Engagé en Picardie, il se trouve au siège de Bapaume en 1641 et à la bataille de Rocroi, prise de Thionville en 1643. Passé en Allemagne, il participe à la bataille de Tuttlingen également en 1643, à la bataille de Fribourg, aux prises de Philippsbourg, de Worms, de Mayence, de Manheim et de Landau en 1644 et aux batailles de Mariendhal et de Nordlingen en 1645. Il prend, cette même année, le nom de régiment de Beauveau-croate cavalerie, après que son recrutement soit fait exclusivement avec des Croates.

## Régiment de Beauvilliers cavalerie
- Régiment de Beauvilliers cavalerie

C'est l'ancien régiment de Cayeux cavalerie, qui est renommé « régiment de Beauvilliers cavalerie » après avoir été donné le 20 février 1734, au comte Paul François de Beauvilliers Saint-Aignan. Dans le cadre de la guerre de Succession de Pologne, il participe au bataille d'Ettlingen, et au siège de Philippsbourg en 1734 puis au combat de Klausen en 1735. Après la paix, il prend ses quartiers, à Rocroi, Mézières et Charleville. En 1742 le régiment est donné au marquis de Beauvilliers et en 1757 au comte de Beauvilliers. Durant la guerre de Succession d'Autriche, il fait les campagnes de 1741 à 1743 en Westphalie, Bohême et Bavière. Le régiment est incorporé, le 1er décembre 1761, dans le régiment du Commissaire Général cavalerie. Les étendards du régiment étaient du modèle général, sans particularités, et de soie aurore, brodés et frangés d'or. La tenue se composait de l'habit et du manteau gris blanc, avec doublure, parements et revers rouges, boutons d'étain, buffle à boutons de cuivre, bandoulière et culotte de peau jaune, chapeau bordé d'argent. L'équipage était rouge, bordé d'un galon isabelle à chaînette rouge.

Régiment de Beauvilliers cavalerie
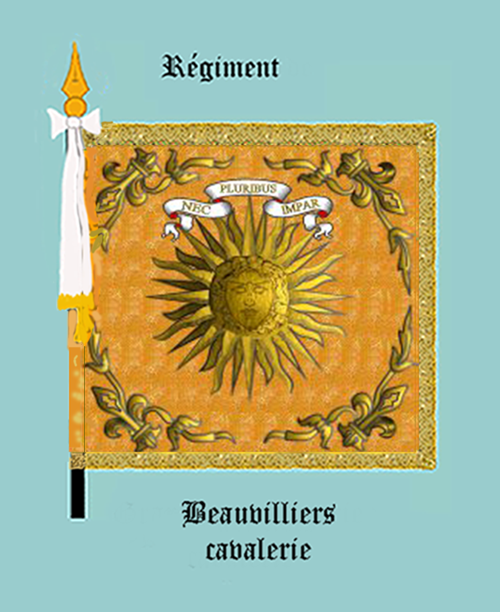
avers
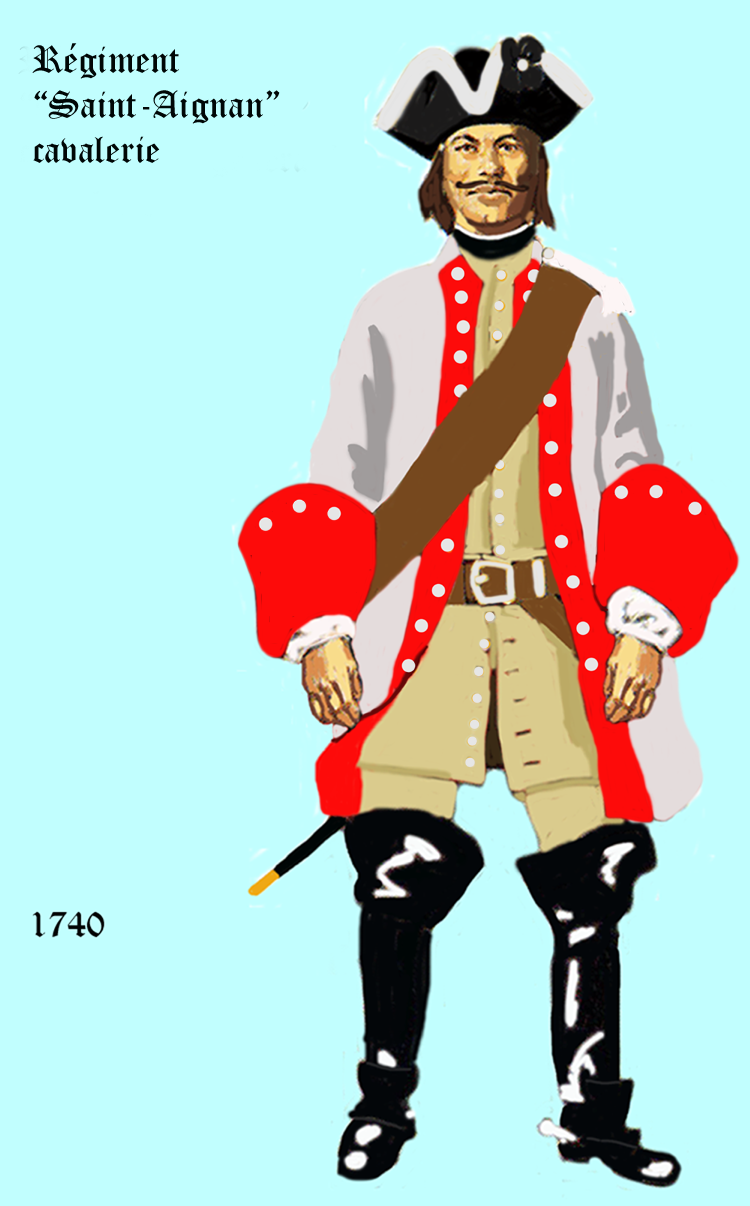
de 1740 à 1757
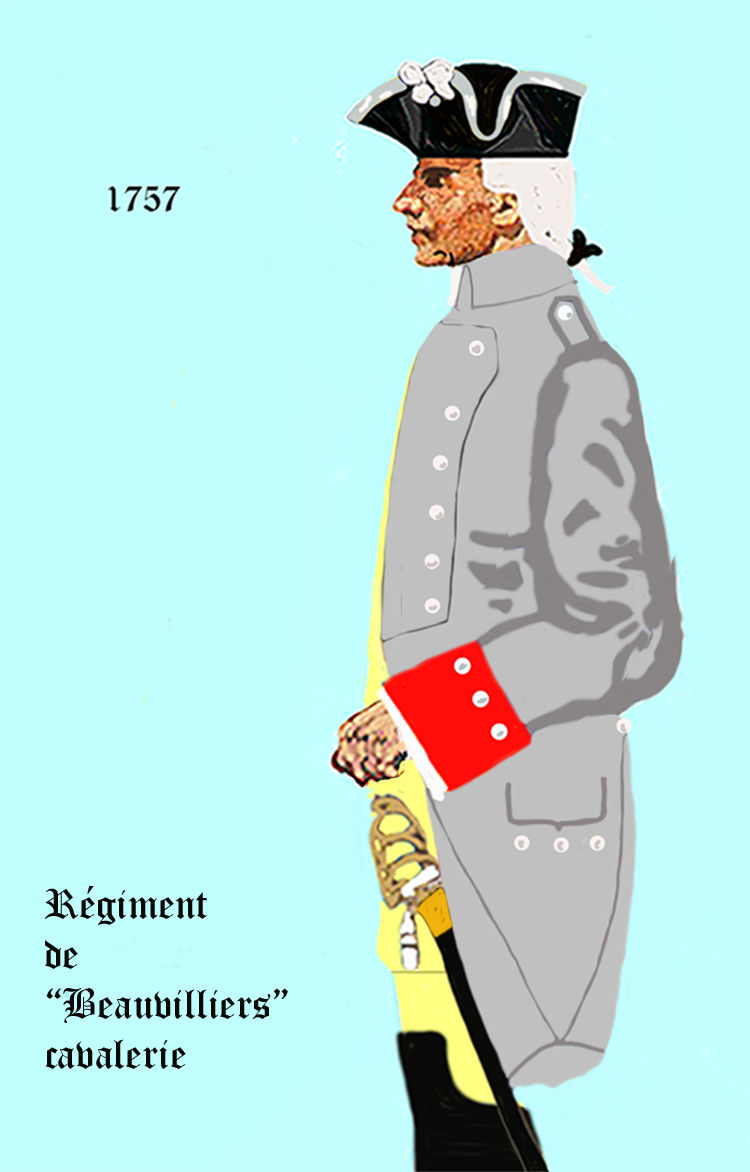
de 1757 à 1761

## Régiment de Beauvisé cavalerie
- Régiment de Beauvisé cavalerie

Le régiment est levé, le 13 février 1648, par M. de Beauvisé dans le cadre de la guerre franco-espagnole. Engagé en Flandre, il prend le nom de régiment de Châteauneuf cavalerie après avoir été donné en 1650 à M. de Châteauneuf.

## Régiment de Beintz cavalerie
- Régiment de Beintz cavalerie  

C'est l'ancien régiment de Zillard cavalerie, qui est renommé « régiment de Beintz cavalerie » après avoir été donné  en 1648 à Georges Beintz. Dans le cadre de la guerre de Trente Ans, il est envoyé en Guyenne en novembre 1649. Appelé en Champagne à la fin de 1650, il participe à la bataille de Rethel où le colonel Georges Beintz est tué. Le régiment prend alors le nom de régiment de Navailles cavalerie le 25 décembre 1650, après avoir été donné à Philippe de Montaut-Besnac, marquis de Navailles.

## Régiment de Bellebrune cavalerie
- Régiment de Bellebrune cavalerie

Ce régiment est levé le 15 mars 1651 par Antoine Blondel de Joigny, marquis de Bellebrune. Engagé dans la guerre franco-espagnole, il combat en Flandre et est réformé après la campagne. Rétabli le 10 mars 1652, il est de nouveau engagé en Flandre. Il prend le nom de « régiment de Saucourt cavalerie » après avoir été donné à M. de Saucourt en 1655.

## Carabins de Belmont
- Carabins de Belmont

Le régiment, désigné quelquefois sous le nom de « carabins de Montferrat », est levé, le 14 août 1638, en Montferrat, par M. de Belmont, et formé de 4 compagnies de 50 hommes. Il combat en Italie et participe au combat de La Route (La Rotta), en Piémont, près de Carmagnole et à la prise de Quiers en 1639. Le régiment est licencié à la fin de cette campagne.

## Régiment de Bentivoglio cavalerie
- Régiment de Bentivoglio cavalerie 

C'est l'ancien régiment de Gritti cavalerie, qui est renommé « régiment de Bentivoglio cavalerie » après avoir été donné le 30 mai 1645, à Cornelio, marquis Bentivoglio. Dans le cadre de la guerre de Trente Ans, il se trouve en Allemagne à la bataille de Nordlingen, aux prises d'Heillbronn et de Trêves puis il passe en Catalogne en novembre 1645. Il participe au siège de Lérida en 1646, passe en Italie, assiste à la prise de Piombino, et y reste en garnison ainsi qu'à Porto-Longone en 1647. Il est à la bataille de Crémone en 1648 et repasse en Catalogne en 1649. Il prend le nom de régiment de Pinos cavalerie après avoir été donné, le 10 juillet 1649, à Joseph de Pinos.

## Régiment de Berchény hussards
- Régiment de Berchény hussards

## Régiment de Béringhen cavalerie
- Régiment de Béringhen cavalerie

C'est l'ancien régiment de Montauban cavalerie, qui est renommé « régiment de Béringhen cavalerie » après avoir été donné au marquis de Béringhen en janvier 1674. En 1676, il prend le nom de régiment de Livry cavalerie, après avoir été donné à N. Sanguin, marquis de Livry.

## Régiment de Bernieulles dragons
- Régiment de Bernieulles dragons

Le régiment est formé, le 27 mai 1635, sur le pied de 500 chevaux, par le comte de Bernieulles dans le cadre de la guerre de Trente Ans. Le régiment combat en Lorraine et en Allemagne en 1636. Il est cassé le 30 juillet 1636.

## Régiment de Berry cavalerie
- Régiment de Berry cavalerie

## Régiment de Betz cavalerie
- Régiment de Betz cavalerie 

C'est l'ancien régiment de Lee cavalerie, qui est renommé « régiment de Betz cavalerie » après avoir été donné en 1639 à Philippe de Betz. Dans le cadre de la guerre de Trente Ans, il rejoint la Picardie en 1640, l'Allemagne en 1641, revient en Picardie en 1642 et en Allemagne en 1643, participe à la bataille de Tuttlingen en 1643 et à la bataille de Nördlingen en 1645 durant laquelle le colonel y est fait prisonnier. Il passe en Flandre en 1647, en Allemagne en 1648 et en Flandre en mars 1649 avant de suivre la fortune de Turenne et disparaitre en 1650.

## Régiment de Bezançon cavalerie
- Régiment de Bezançon cavalerie

Le régiment est levé le 30 mars 1652, par Charles de Bazoches, baron de Bezançon dans le cadre de la Fronde. Il combat en Lorraine et participe, dans le cadre de la guerre de Trente Ans aux Affaires de Rethel et de Mouzon en 1653, puis à la prise de Belfort, secours d'Arras en 1654. Il prend le nom de régiment de Lameth cavalerie (1655-1655) après avoir été donné en 1655 à N. de Lameth.

## Régiment de Bezons cavalerie
- Régiment de Bezons cavalerie

C'est l'ancien régiment de Lançon cavalerie, qui est renommé « régiment de Bezons cavalerie »  après avoir été donné à Jacques Bazin, marquis de Bezons, le 10 décembre 1673. Il prend le nom de régiment de Balivières cavalerie après avoir été donné à Antoine Cornu, marquis de Balivières, le 30 mars 1689.

## Régiment du Biez cavalerie
- Régiment du Biez cavalerie

Le régiment est levé le 23 mars 1652, par Claude-François de Savigny, marquis du Biez dans le cadre de la Fronde. Affecté à l'armée de Turenne, le régiment est engagé à la bataille du faubourg Saint-Antoine et est licencié après la campagne la même année.

## Régiment de Biran cavalerie
- Régiment de Biran cavalerie[2]

## Régiment de Biron cavalerie
- Régiment de Biron cavalerie

Il est levé le 26 décembre 1651, par François de Gontaut, marquis de Biron. Engagé en Guyenne, il est licencié à la fin de 1652.

## Régiment de Bissy cavalerie
- Régiment de Bissy cavalerie

Ce régiment est formé, le 23 février 1649, par Claude de Thiard, marquis de Bissy, avec la moitié du régiment du maréchal de La Mothe-Houdancourt qui venait de passer dans le parti rebelle. Affecté à l'armée de Catalogne, il est rendu le 6 janvier 1652, à Philippe, maréchal de La Mothe- Houdancourt. Le régiment est rendu en 1655 au marquis de Bissy, qui avait continué à le commander comme mestre de camp lieutenant. Il est licencié en Catalogne le 18 avril 1661, excepté la compagnie de mestre de camp. Le régiment est rétabli le 7 décembre 1665 et dans le cadre de la guerre de Dévolution il participe au Siège de Lille en 1667 puis il est mis en garnison à Bapaume. Il prend le nom de régiment de Guise cavalerie après avoir été donné à Louis, duc de Guise à la fin de l'année 1667.

## Régiment de Bongars cavalerie
- Régiment de Bongars cavalerie

C'est l'ancien régiment de Chambonas cavalerie, qui est renommé « régiment de Bongars cavalerie »  après avoir été donné à N. de Bongars, en 1721. Il prend le nom de régiment d'Aumont cavalerie après avoir été donné à Louis-Marie-Augustin, duc d'Aumont, le 14 août 1728.

## Régiment de Bonickhausen cavalerie
- Régiment de Bonickhausen cavalerie .

Ce régiment allemand est levé le 14 juillet 1645, par Lothaire, baron de Bonickhausen. Dans le cadre de la guerre franco-espagnole, il combat en Allemagne. Il prend le nom de régiment de Sirot cavalerie après avoir été donné, le 22 juillet 1647, à Claude d'Eltouf de Pradines, baron de Sirot.

## Régiment du Bordage cavalerie
- Régiment du Bordage cavalerie[4]

## Régiment de Bouchenau cavalerie
- Régiment de Bouchenau cavalerie 

Ce régiment wallon est levé le 13 février 1648, par M. de Bouchenau dans le cadre de la guerre franco-espagnole. Il combat en Allemagne et est licencié à la fin de la campagne.

## Régiment de Bougy cavalerie
- Régiment de Bougy cavalerie

C'est l'ancien régiment d'Aubais cavalerie, qui, après la mort du mestre de camp le 13 novembre 1646, est renommé « régiment de Bougy cavalerie » après avoir été donné  à Jean Révérend de Bougy. Dans le cadre de la guerre de Trente Ans, il quitte la Catalogne et rejoint la Flandre et il se trouve aux sièges de Landrecies, de Dixmude et de Lens, puis il passe en Italie en 1648, revient en Flandre en 1649 et participe à la prise de Guise, et à la bataille de Rethel en 1650. En 1651, il passe de la Champagne, au Berry et à la Guyenne avant de participer à la bataille du faubourg Saint-Antoine en 1652 puis de repartir en Guyenne en 1653, puis en Catalogne où il assiste aux prises de Villefranche, de Roses et de Puycerda en 1654, aux prises de Cap de Quiers, de Castillon, et de Cadagne en 1655. Il prend le nom de régiment de Gonzagues cavalerie après avoir été donné le 22 mai 1657, au marquis de Gonzagues.

## Régiment de Bouillon cavalerie (1635-1643)
- Régiment de Bouillon cavalerie (1635-1643)  

Ce régiment weimarien est admis à la solde de la France le 26 octobre 1635 sous les ordres du colonel de Bouillon. Dans le cadre de la guerre de Trente Ans il est envoyé en Lorraine jusqu'en 1639 et rejoint la Picardie en 1640, où il participe au siège et combat d'Arras. Il retourne en Lorraine en 1641 et passe en Allemagne en 1643. Il prend le nom de régiment de Kanofski cavalerie après avoir été donné à Frédéric Louis Kanofski en 1643.

## Régiment de Bouillon cavalerie (1649-1649)
- Régiment de Bouillon cavalerie (1649-1649)

Ce régiment parlementaire est levé dans les premiers jours de janvier 1649, pour le Parlement de Paris, par Frédéric Maurice de La Tour, duc de Bouillon. Dans le cadre de la Fronde parlementaire, le régiment participe au combat de Brie-Comte-Robert et est licencié à la fin avril.

## Régiment de Bouillon cavalerie (1652-1658)
- Régiment de Bouillon cavalerie (1652-1658) 

C'est l'ancien régiment de Mancini-Wallon cavalerie, qui, après la mort de son mestre de camp en 1652, devient le « régiment de Bouillon cavalerie » après avoir été donné à Frédéric-Maurice de La Tour d'Auvergne, duc de Bouillon qui meurt le 9 août de la même année. Le régiment est laissé au lieutenant-colonel de Melin, qui en avait déjà le commandement. Après avoir combattu en Flandre, il prend le nom de régiment de Melin cavalerie, lorsque de Melin en devient propriétaire, le 25 mai 1658.

## Régiment de Bourbon cavalerie
- Régiment de Bourbon cavalerie

C'est l'ancien régiment d'Enghien cavalerie (1635-1646), qui devient le « régiment de Bourbon cavalerie » en 1686 après la mort du Grand Condé. Le 1er décembre 1761 il reçoit l'incorporation du régiment de Noé cavalerie et en 1713, il incorpore le régiment de Dumont cavalerie. En 1776, il est transformé en régiment de dragons, et devient le régiment de Bourbon dragons

Régiment de Bourbon cavalerie
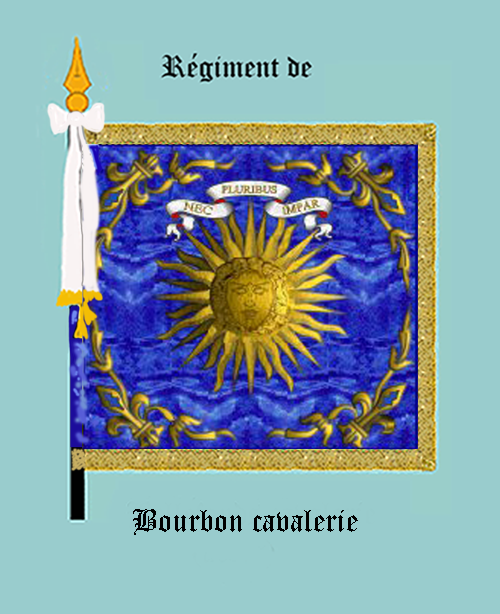
vers 1750, avers
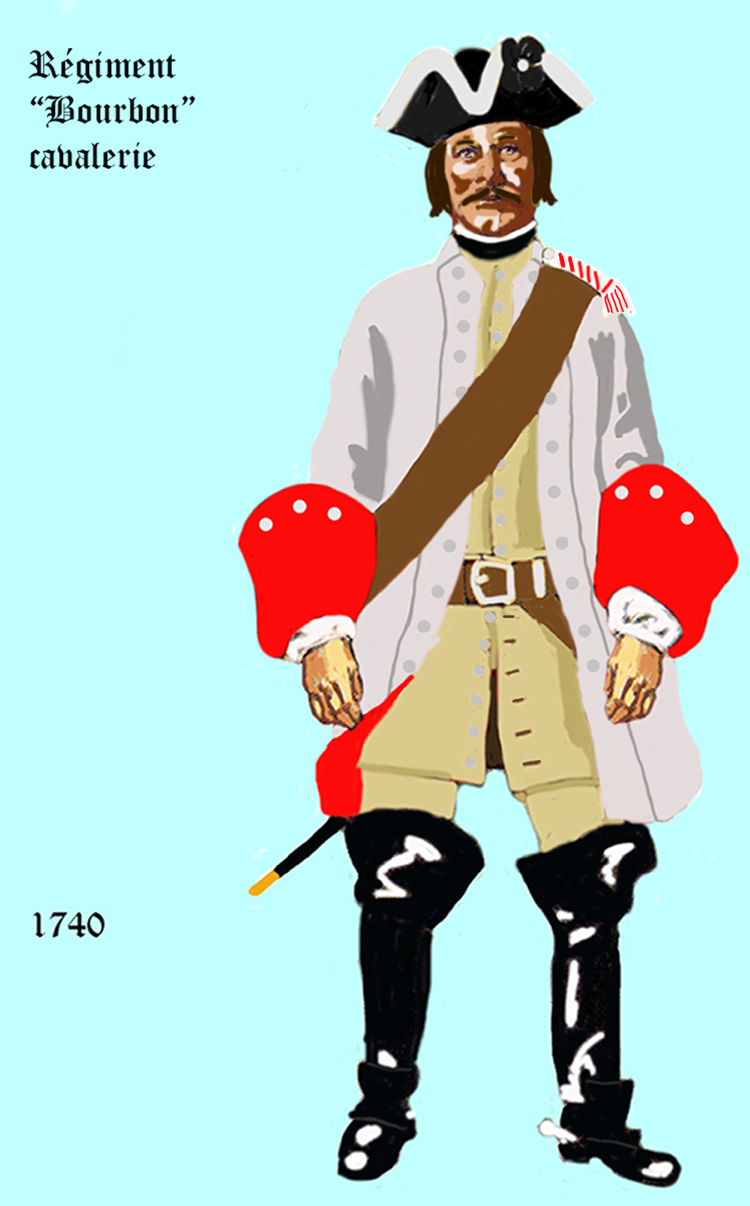
de 1740 à 1757
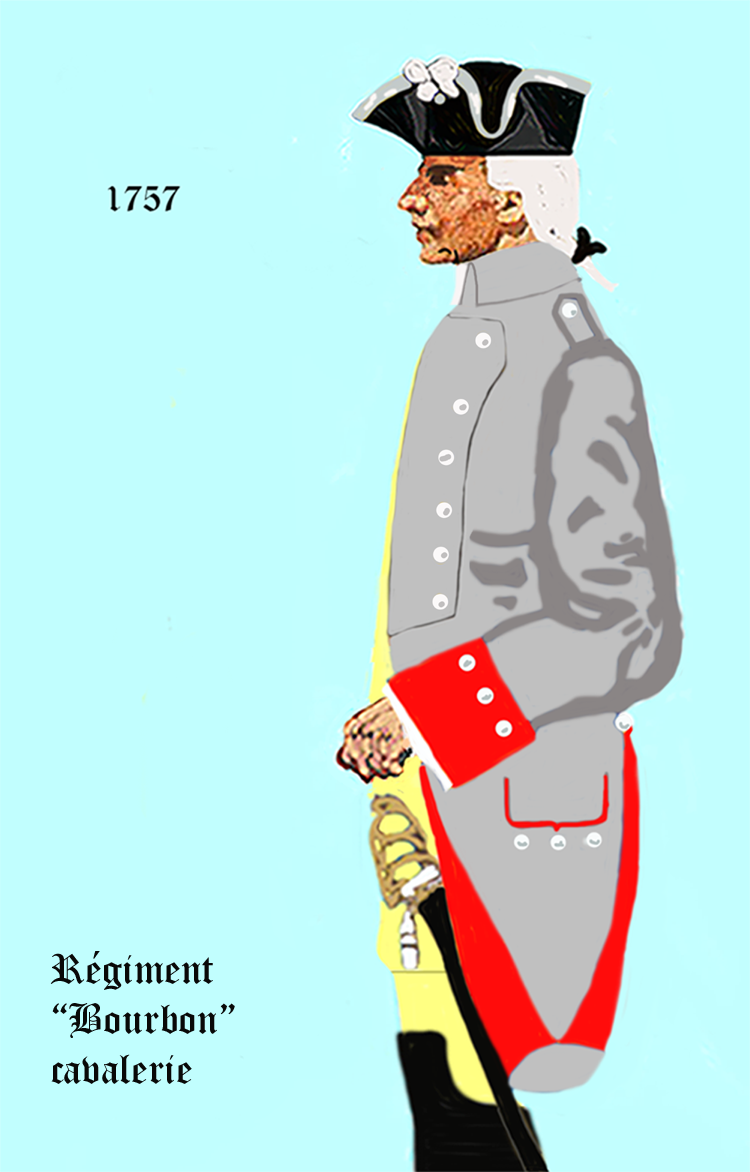
de 1757 à 1762
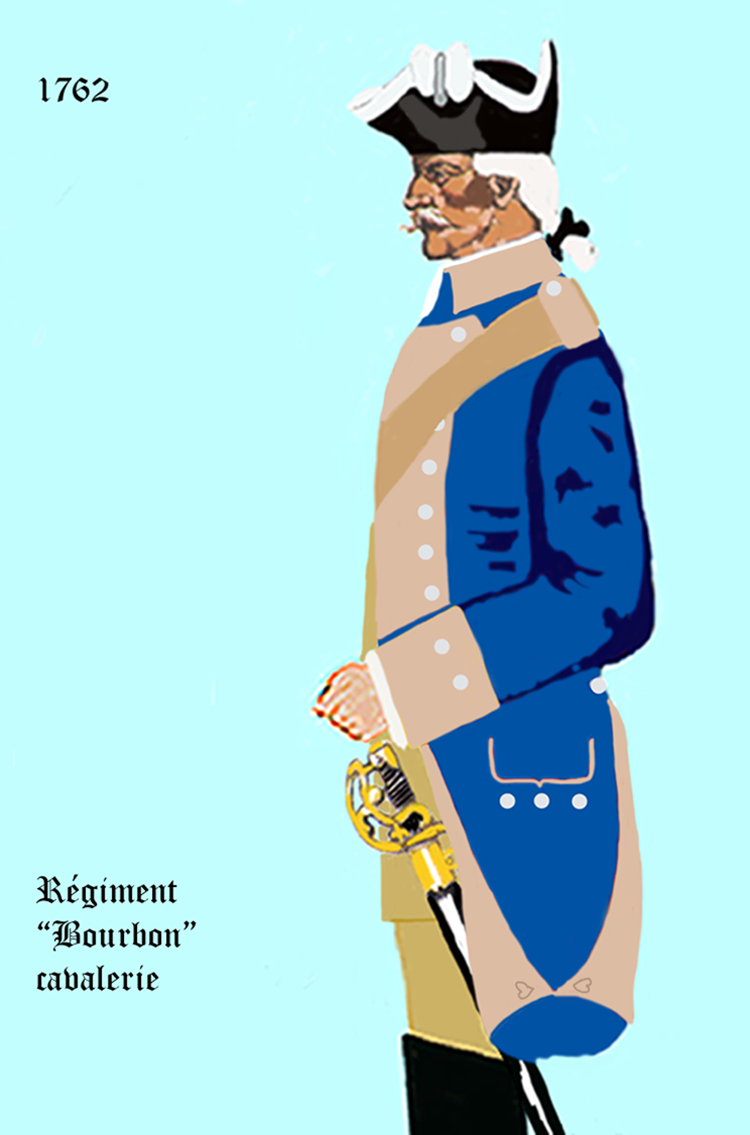
de 1762 à 1767
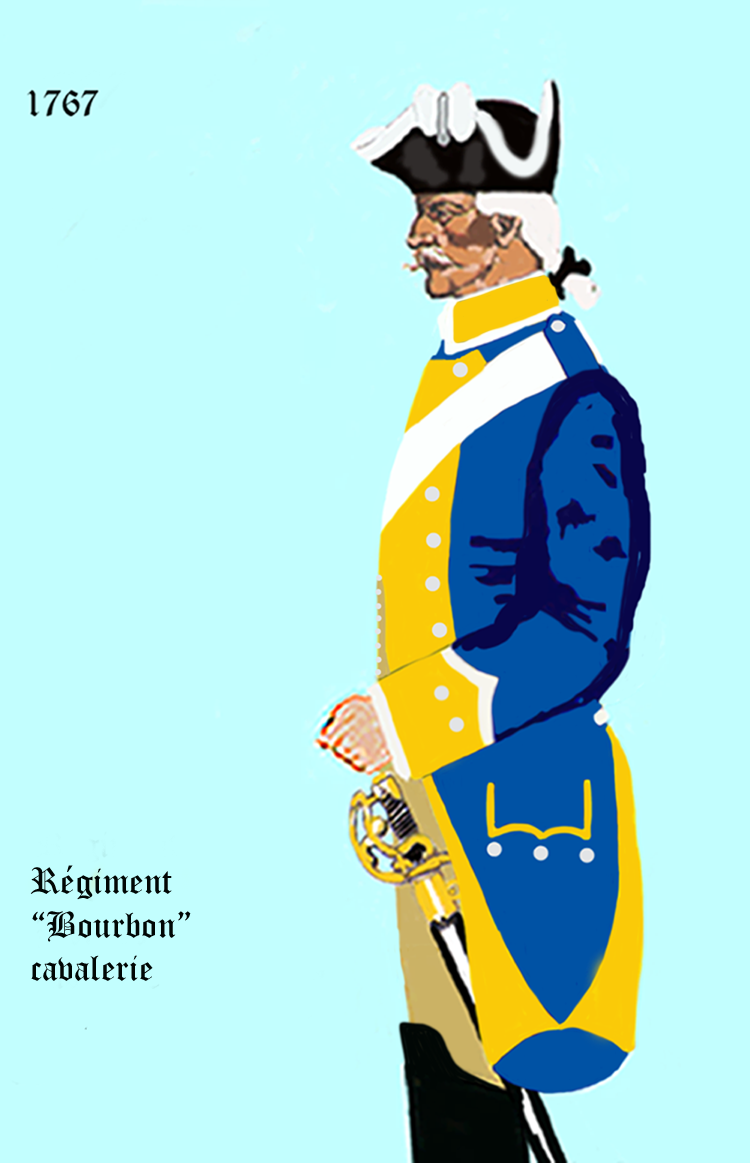
de 1767 à 1776

## Régiment de Bourbon dragons

Régiment de Bourbon dragons
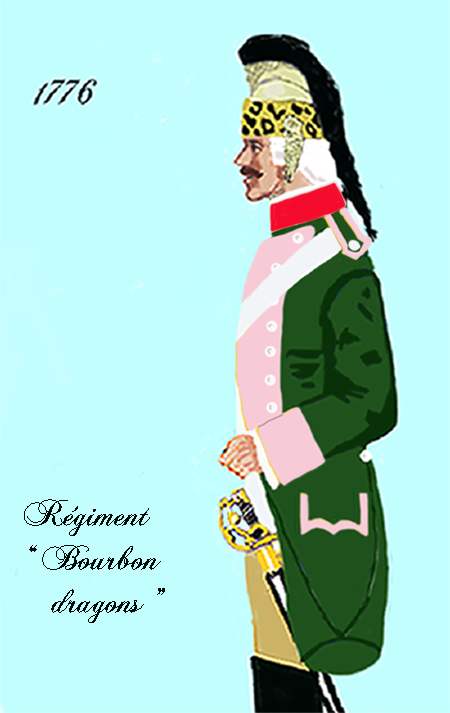
de 1776 à 1779
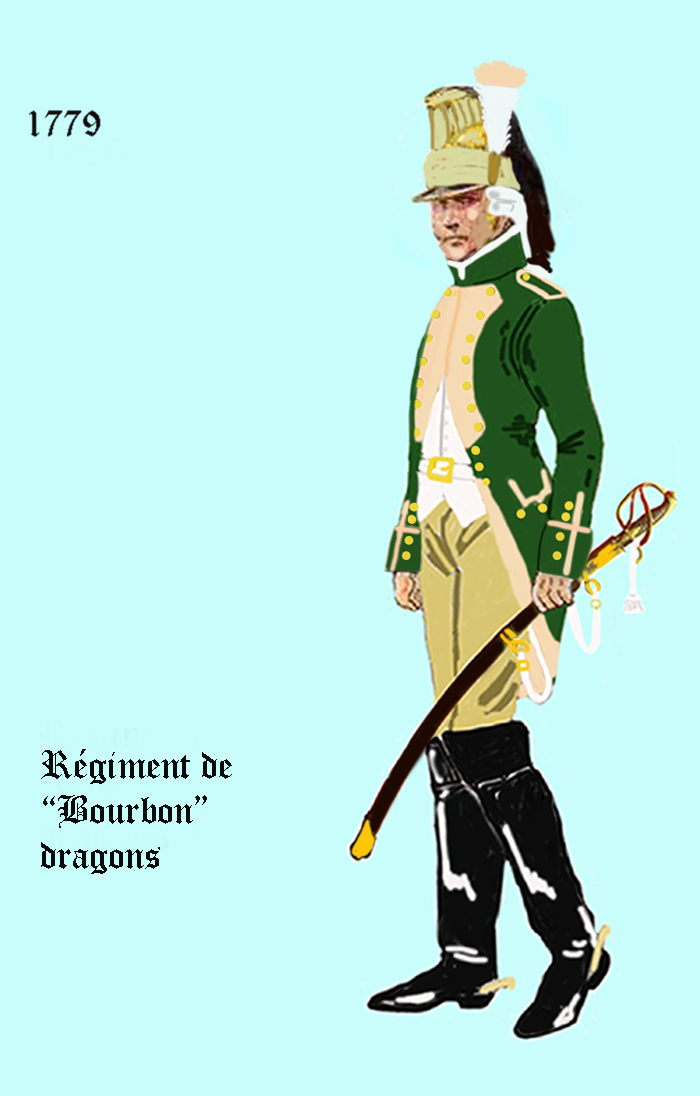
de 1779 à 1786
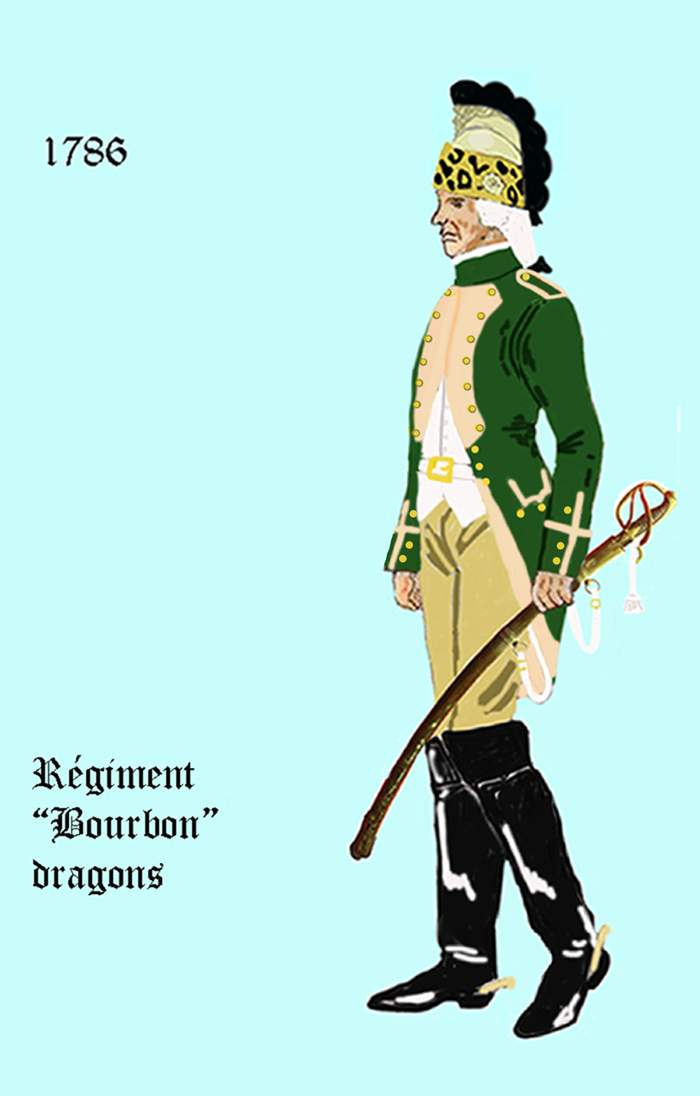
de 1786 à 1791

C'est l'ancien régiment de Bourbon cavalerie, qui, en 1776, est transformé en régiment de dragons et prend alors le nom de « régiment de Bourbon dragons ». Le « régiment de Bourbon dragons » est devenu depuis la Révolution le 3e régiment de dragons.
.	
- Régiment de Bourbon dragons
- de 1776 à 1779
- de 1779 à 1786
- de 1786 à 1791

## Régiment de Bourdeille cavalerie
- Régiment de Bourdeille cavalerie

Le régiment est levé, le 24 septembre 1651, par François Sicaire, marquis de Bourdeille. Engagé en Guyenne, il participe au secours de Cognac et est licencié le 28 décembre 1651.

## Régiment du Bourg de l'Espinasse cavalerie
- Régiment du Bourg de l'Espinasse cavalerie

Le régiment est levé, le 24 juin 1652, par le baron du Bourg de l'Espinasse. Il prend le nom de régiment de Maugiron cavalerie après avoir été donné le 10 novembre 1652 à Claude, comte de Maugiron.

## Régiment de Bourlemont cavalerie
- Régiment de Bourlemont cavalerie

Le régiment est levé, le 13 novembre 1646 par le chevalier de Bourlémont dans le cadre de la guerre franco-espagnole. Il combat en Flandre et est donné, le 27 février 1647, à Nicolas d'Anglure, comte de Bourlémont, frère du précédent. Il combat en Champagne en 1654 et est mis en garnison à Emmery en 1655. Il se trouve en Picardie en 1656, en Champagne en 1657, il est mis en garnison à Béthune en 1660. Donné, au mois d'août 1600, au fils du mestre de camp, il est licencié le 18 avril 1661.

## Régiment de Bourry cavalerie
- Régiment de Bourry cavalerie

C'est l'ancien régiment de Balthazard cavalerie, qui est renommé « régiment de Bourry cavalerie » après avoir été donné le 13 août 1643 au marquis de Bourry. Dans le cadre de la guerre de Trente Ans il est envoyé en Lorraine et participe blocus de La Motte en 1644, puis il passe en Allemagne, en 1645 et assiste aux batailles de Mariendhal et de Nordlingen, aux sièges d'Heillbronn et de Trèves. Il prend le nom de régiment de Gesvres cavalerie (1645-1646) après avoir été donné le 30 septembre 1645 à Léon Potier, duc de Gesvres.

## Régiment de Brancas cavalerie
- Régiment de Brancas cavalerie

## Régiment de Brégy cavalerie
- Régiment de Brégy cavalerie

C'est l'ancien régiment de Tresmes cavalerie (1652-1653), qui est renommé « régiment de Brégy cavalerie » après avoir été donné en 1653, à N. de Flesselles, comte de Brégy. Dans le cadre de la guerre franco-espagnole, il est envoyé cette année là en Italie, puis en Guyenne en 1654 puis de nouveau en Italie en 1655 où il participe au siège de Valenza en 1656, au siège d'Alexandrie en 1657, et au siège de Mortara en 1658. Il est licencié en Italie le 18 avril 1661.

## Régiment des chasseurs de Bretagne
- Régiment des chasseurs de Bretagne, (ancien Volontaires de Clermont-Prince)

## Régiment de Bretagne dragons
- Régiment de Bretagne dragons[7].

## Régiment de Bridieu cavalerie
- Régiment de Bridieu cavalerie

Le régiment est levé le 30 mai 1650, par Louis de Bridieu et participe à la défense de Guise, où il reste en garnison. En 1655, il fournit une compagnie à l'armée de Turenne, qui forme un escadron de guerre avec une compagnie détachée du régiment de Bourlemont. Il est licencié à Guise après la campagne de 1657.

## Régiment de Brienne cavalerie
- Régiment de Brienne cavalerie

## Régiment de Brinon étranger cavalerie
- Régiment de Brinon étranger cavalerie

Le régiment est levé, le 25 septembre 1651 par Jean-Charles de Sennectère, comte de Brinon à partir d'une compagnie franche provenant du régiment de dragons-étrangers des Fourneaux qui forme le noyau de ce nouveau régiment. Dans le cadre de la guerre franco-espagnole il participe à la prise de Commercy en 1653, aux prises de Belfort, de Clermont, et au secours d'Arras en 1654, aux sièges de Landrecies, de Condé, de Saint-Ghislain en 1655, au siège de Valenciennes en 1656, à la prise de Montmédy en 1657, au siège de Gravelines en 1658 puis il passe en Champagne en 1659. Le régiment est licencié le 20 juillet 1660.

## Régiment de Broglio cavalerie
- Régiment de Broglio cavalerie 

C'est l'ancien régiment Mazarin-Italien cavalerie, qui est renommé « régiment de Broglio cavalerie » le 4 septembre 1651, après avoir été donné en propriété au comte de Broglio. Envoyé en Flandre, il passe en Champagne, et se trouve aux prises de Rethel et de Mouzon en 1653, à la prise de Stenay, et au secours d'Arras en 1654. Envoyé en Italie, il participe aux prises de Bersello et de Pavie en 1655, au siège de Valencia en 1656 durant lequel le comte de Broglio y est tué. Il prend le nom de régiment d'Esté cavalerie après avoir été donné, le 24 juillet 1656, au prince Alméric d'Esté.

## Régiment de Broglio-étranger cavalerie
- Régiment de Broglio-étranger cavalerie

Le régiment est levé, le 25 février 1652, par François Marie, comte de Broglio. Il combat en Flandre, puis en Champagne, où il participe au siège de Sainte-Menehould en 1653 puis à la prise de Stenay, près de La Bassée durant lequel il bat un corps irlandais, et au secours d'Arras en 1654. Il passe en Italie en 1655, et il se trouve aux prises de Bersello et Pavie, puis au siège de Valenza en 1656, où le mestre de camp est tué. Il passe alors à un autre Broglio avec lequel il combat en Flandre en 1658, et participe à la bataille des Dunes. Le régiment est licencié en Flandre 18 avril 1661.

## Régiment de dragons de Brûlon
- Régiment de dragons de Brûlon

Le régiment est formé, le 27 mai 1635, sur le pied de 500 chevaux, par le comte de Brûlon dans le cadre de la guerre de Trente Ans. Le régiment combat en Lorraine et en Allemagne en 1636. Il est cassé le 30 juillet 1636.

## Régiment de Bussy-Lameth cavalerie
- Régiment de Bussy-Lameth cavalerie 

C'est l'ancien régiment de Batilly cavalerie, qui est renommé « régiment de Bussy-Lameth cavalerie » après avoir été donné en 1639 au baron de Bussy-Lameth. Dans le cadre de la guerre de Trente Ans, il rejoint la Picardie et participe au siège et combat d'Arras en 1640 et passe en Catalogne en 1642. Il est incorporé au commencement de 1643 dans le régiment de Turenne cavalerie.

## Régiment de Bussy-Rabutin cavalerie
- Régiment de Bussy-Rabutin cavalerie

Ce régiment est levé le 12 février 1652, par Roger, comte de Bussy-Rabutin, sur le pied de 2 compagnies, puis de 4 puis de 8. Il sert dans le Nivernais et le Berry et participe au siège de Montrond. Passé en Champagne en 1653, il se trouve au siège de Sainte-Menehould avant de rejoindre, en 1654, la Catalogne. Au mois de mai de cette même année il prend le titre de « Mestre de Camp Général » et devient le Régiment Mestre de Camp Général cavalerie (1654-1661).

## Régiment de Bussy de Vair cavalerie (1638-1644)
- Régiment de Bussy de Vair cavalerie (1638-1644)

Ce régiment est levé le 14 août 1638, dans le cadre de la guerre de Trente Ans, par Pierre Huault de Bussy de Vair. Envoyé dans les Pyrénées, il se trouve à la prise du château d'Estagel, et au combat Sigean en 1639 puis il rejoint l'Italie, et assiste au siège de Turin en 1640. Il repart pour le Roussillon et la Catalogne, et participe aux combats de Lescouvette, de Valls, de Constantin, et de Tarragone en 1641, puis à ceux de Vilallonga, de Martorell, de Tamarite, et de Lerida en 1642 et aux sièges de Flix et de Mirambel en 1643. Le régiment est licencié le 30 août 1644.

## Régiment de Bussy de Vair cavalerie (1652-1644)
- Régiment de Bussy de Vair cavalerie (1652-1644)

Ce régiment est levé le 23 février 1652, par Pierre Huault de Bussy de Vair. Dans le cadre des troubles de la Fronde il combat en Champagne. En 1653, il prend le nom de régiment de Montégut cavalerie après avoir été donné à M. de Montégut.